# Narella alata
Narella alata is een zachte koraalsoort uit de familie Primnoidae. De koraalsoort komt uit het geslacht Narella. Narella alata werd in 2007 voor het eerst wetenschappelijk beschreven door Cairns & Bayer. 